# Liste des hetmans ukrainiens

## Chefs cosaques d'Ukraine hors Zaporoguie
Bien que l'histoire des chefs cosaques d'Ukraine soit ancienne, celle des cosaques enregistrés, qui donne une reconnaissance politique beaucoup plus importante à ces derniers, débute formellement en 1581. Le titre de Starchy précéda le plus souvent celui d'hetman. La liste des hetmans d'Ukraine ci-dessous comprend la période durant laquelle l'Hetmanat cosaque exista en tant qu'entité reconnue, c'est-à-dire entre le traité de Zboriv signé en 1649 et la date du dernier hetman en fonction, soit 1764.

## Période de l'Hetmanat

### Hetmans sur l'ensemble de l'entité: 1649-1660 puis 1699 à 1764
| Bohdan Khmelnytsky                | hetman                                                                                     | 1649-1657 |
| Iouri Khmelnytsky                 | hetman                                                                                     | 1657      |
| Ivan Vyhovsky                     | hetman                                                                                     | 1657-1659 |
| Iouri Khmelnytsky                 | hetman                                                                                     | 1659-1660 |
| Période rive gauche / rive droite | voir hetmans de la rive droite et hetmans de la rive gauche                                | 1660-1668 |
| Petro Dorochenko                  | hetman                                                                                     | 1668-1669 |
| Période rive gauche / rive droite | voir hetmans de la rive droite et hetmans de la rive gauche                                | 1669-1699 |
| Ivan Mazepa                       | hetman, en exil de 1709 à 1710. Pylyp Orlyk le remplace dans cette fonction de 1710 à 1742 | 1699-1708 |
| Ivan Skoropadsky                  | hetman                                                                                     | 1708-1722 |
| Fonction vacante                  | aucun hetman                                                                               | 1722-1727 |
| Danylo Apostol                    | hetman                                                                                     | 1727-1734 |
| Fonction vacante                  | aucun hetman                                                                               | 1734-1750 |
| Kyrylo Rozoumovsky                | hetman                                                                                     | 1750-1764 |

### Hetmans de la rive droite: 1660-1699
| Iouri Khmelnytsky | hetman de la rive droite                                                                          | 1660-1663 |
| Pavlo Teteria     | hetman de la rive droite                                                                          | 1663-1665 |
| Petro Dorochenko  | hetman de la rive droite                                                                          | 1665-1668 |
| Petro Dorochenko  | hetman de la rive droite sous approbation Ottomane en 1670, en concurrence avec Mykhaïlo Khanenko | 1669-1675 |
| Mykhaïlo Khanenko | hetman de la rive droite sous approbation Polonaise en concurrence avec Petro Dorochenko          | 1670- ?   |
| Iouri Khmelnytsky | hetman de la rive droite sous approbation Ottomane                                                | 1675-1681 |
| Ivan Duca         | hetman de la rive droite sous approbation Ottomane                                                | 1681-?    |
| Andry Mohylenko   | hetman de la rive droite                                                                          | 1685-?    |
| Samylo Samous     | hetman de la rive droite                                                                          | ?-1699    |

### Hetmans de la rive gauche: 1660-1699
| Iakym Somko         | hetman de la rive gauche | 1660-1663 |
| Ivan Brioukhovetsky | hetman de la rive gauche | 1663-1668 |
| Demian Mnohohrichny | hetman de la rive gauche | 1669-1672 |
| Ivan Samoïlovitch   | hetman de la rive gauche | 1672-1687 |
| Ivan Mazepa         | hetman de la rive gauche | 1687-1699 |

### Période contemporaine
| Pavlo Skoropadsky | hetman | 1918 |